# Ковалёв, Николай Анатольевич
Николай Анатольевич Ковалёв (род. 28 октября 1986, пос. Весёлый, Оренбургская область) — российский фехтовальщик на саблях, многократный чемпион мира и Европы, бронзовый призёр летних Олимпийских игр 2012 года в Лондоне.

## Карьера
Фехтованием занимался с детства. Первый тренер — Владимир Дьяченко. С первых тренировок был отмечен как талантливый спортсмен, при поддержке тренера удачно дебютировал на молодёжных стартах. Позднее он предпочёл заниматься фехтованием на саблях, что и стало его основной специальностью и козырем. Одержал множество побед в юниорских соревнованиях. С 2001 года в национальной сборной.
В 2004 году дебютировал на первенстве Европы, завоевав бронзовую медаль, через год на первенстве мира завоевал в тяжёлой борьбе серебряную медаль. Ещё через год на чемпионате мира в Турине выиграл бронзовую медаль в командных соревнованиях, а в 2007 году стал чемпионом Европы. На Олимпиаде дебютировал в 2008 году, хотя не завоевал в Пекине наград. В 2012 году в Лондоне на Олимпиаде завоевал бронзовую медаль в индивидуальном соревновании на саблях.
Ранее выступал за команду «Спартак», ныне фехтовальщик клуба СКА из Санкт-Петербурга. Тренируется под руководством Владимира Дьяченко и Кристиана Бауэра. Рабочая рука — правая.
C 2021 года проживает и работает в США.

## Личная жизнь
Женат, есть сын и дочь. Своим хобби называет рыбалку и чтение, любимый фильм — «Джентльмены удачи», любимая группа — австралийский коллектив INXS.

## Список достижений
- Чемпион Европы 2007, 2008 и 2012 годов в командных соревнованиях
- Чемпион мира 2010, 2011, 2013, 2016 годов в командных соревнованиях
- Бронзовый призёр Олимпийских игр 2012 года в Лондоне
- Чемпион мира 2014 в индивидуальных соревнованиях

## Награды
- Медаль ордена «За заслуги перед Отечеством» II степени (13 августа 2012 года) — за большой вклад в развитие физической культуры и спорта, высокие спортивные достижения на Играх XXX Олимпиады 2012 года в городе Лондоне (Великобритания)[3].
- Почётная грамота Президента Российской Федерации (19 июля 2013 года) — за высокие спортивные достижения на XXVII Всемирной летней универсиаде 2013 года в городе Казани[4]